# AMC Amitron
El Amitron fue un prototipo de automóvil eléctrico construido en 1967 por American Motors Corporation (AMC) y Gulton Industries de Metuchen, Nueva Jersey.

## Diseño
El Amitron era un vehículo de tres pasajeros para zona urbana con una longitud total de sólo 2.159 mm. "El moderno Amitron fue uno de los eléctricos más promisorios desarrollados en los Sesenta".
Durante la presentación pública del automóvil de diciembre de 1967, Roy D. Chapin, Jr., presidente y director ejecutivo de AMC, afirmó que el Amitron "podría eliminar muchos problemas que hasta ahora han hecho a los coches eléctricos imprácticos". Gulton diseñó un sistema de lengüeta de dos baterías de níquel-cadmio de 11 kg y dos de litio de  34 kg (nominal de 150 vatios-hora por libra, o 331 horas vatios por kg) para impulsar el vehículo por 241 km a una velocidad de 80 km/h. Este fue un gran adelanto en relación con los eléctricos contemporáneos con baterías de plomo y ácido debido al rango limitado de cada carga de batería. El peso total de la batería (de sólo 91 kg) también fue liviano para los vehículos eléctricos.
Según Bob Brant, los automóviles eléctricos de esa década eran similares a carros de golf y eran de tecnología tan sencilla que quien lo deseare hubiese podido crearse uno, algo que fue cambiado con la aparición del Amitron.
Las baterías de litio fueron diseñadas para velocidades constantes. Durante la aceleración, las baterías de níquel-cadmio debían cortar en breve para impulsar la Amitron desde cero a 50 mph (80 km / h) en 20 segundos. Un sistema de regeneración de energía de freno automáticamente cambiaba los motores de accionamiento de los generadores porque el vehículo desaceleraba de forma que las baterías podían recargar, lo que aumentaba el alcance del automóvil. La primera prueba en ruta fue en 1968 con un sedán Rambler American. En ese momento, el vicepresidente de Diseño de American Motors, Richard A. Teague, estaba trabajando en un auto llamado "el Voltswagon".
El Amitron no llegó más allá de la fase de prototipo. Su desarrollo fue significativo para el énfasis en varios métodos para mejorar el rendimiento y el alcance. Tenía una CPU electrónica de estado sólido para el uso eficaz de la energía y la regeneración en la carretera. Entre sus características únicas de diseño estaban los asientos de pasajeros que tenían cojines llenos de aire en vez de poliuretano convencionales (goma espuma). El Amitron fue diseñado para minimizar la pérdida de energía manteniendo bajos la resistencia a la rodadura, la resistencia a la fricción del viento, y el peso del vehículo.
La idea original de los corporativos de American Motors era vender el Amitron a viajeros y compradores urbanos en 5 años, y Chapin dijo que habían discutido sobre la producción con banqueros y acreedores, que en principio se habían mostrado entusiastas. El Amitron también fue bien recibido por el público, pero no alcanzó el nivel de comercialización. AMC debió detener sus experimentos con vehículos eléctricos por varios años debido al alto costo de las baterías.
En 1977, AMC desarrolló otro vehículo eléctrico, llamado Electron.